# Schapenbrief

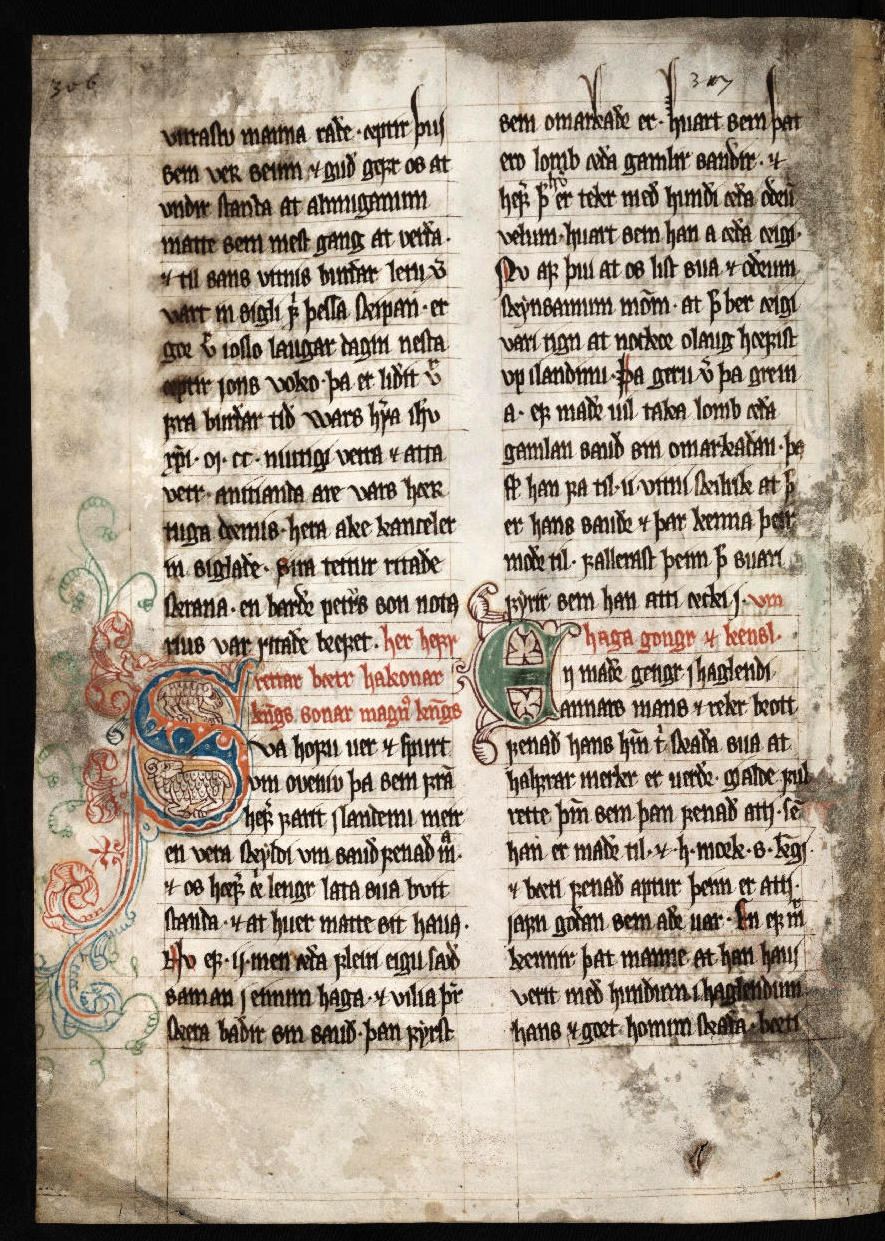
De eerste bladzijde van de Schapenbrief

De Schapenbrief (Faeröers: Seyðabrævið, Oudnoords: sauðabréfit) is de oudste geschreven tekst in het Faeröers, de taal van de eilandengroep Faeröer. Het is een wettekst die per decreet uitgevaardigd is op 28 juni 1298 door Haakon IV van Noorwegen. Destijds was hij nog graaf van de Faeröer maar zou later koning van Noorwegen worden. De wettekst bevat zestien onderwerpen waarvan een aantal betrekking heeft op het houden van schapen. Het diende als een grondwet en was bedoeld om meer macht bij de koning te leggen ten koste van de Løgting, het parlement.
Er zijn twee versies van de Schapenbrief bewaard gebleven. Één wordt bewaard in het nationaal archief in Tórshavn en één door de Universiteit van Lund.
De Schapenbrief bevat de volgende hoofdstukken:
1. Hoe men het eigendom van een schaap moet aantonen voordat deze geslacht kan worden.
2. Regels rondom het betreden en oversteken van andermans land.
3. Regels over schapen die op andermans land grazen.
4. Het temmen van wilde schapen (deel 1)
5. Het oormerken van schapen en het aanpassen van deze oormerken
6. Schadevergoeding voor als een hond een schaap bijt en het aantal toegestane schapen op een weiland.
7. Het afbetalen van boetes en een aantal feestdagen.
8. Meldingsplicht voor als schapen op andermans land komen.
9. Het temmen van wilde schapen (deel 2)
10. Het huren van land.
11. Huisvredebreuk en rechten voor de armen.
12. Regels rondom getuigen.
13. Regels voor kosten voor gasten.
14. Regels voor huishouding en huurders.
15. Regels voor de Grindadráp.
16. Regels voor wrakken en drijfhout.